# 圣儒略堂 (图尔)

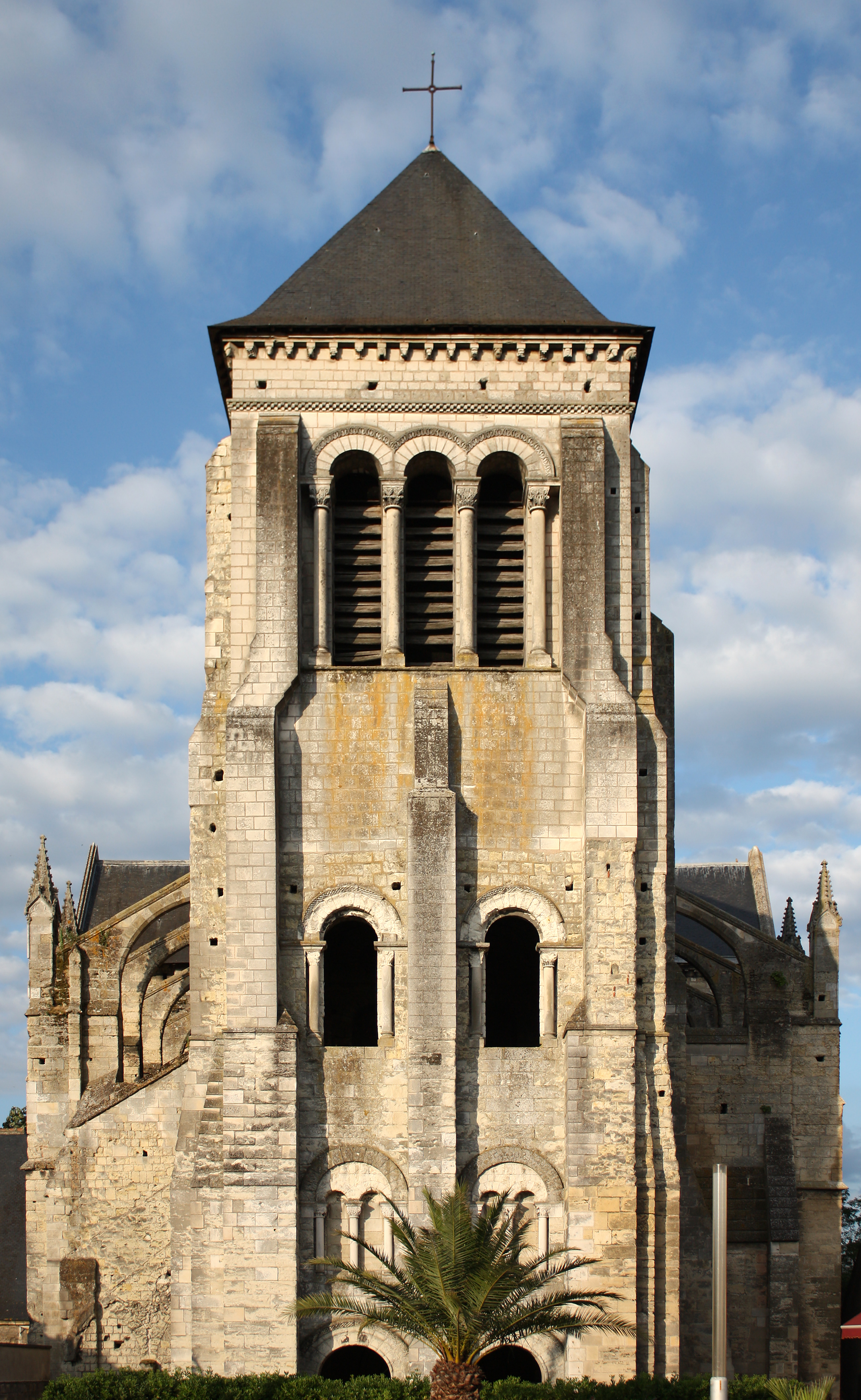
圣儒略堂

圣儒略堂（Église Saint-Julien de Tours）是法国中央大区城市图尔的一座罗马天主教教堂，曾经属于一所历史可以追溯到6世纪的本笃会修道院，目前的教堂建于13世纪。在法国大革命期间，教堂被出售作为马厩。二战期间，图尔市中心大部分毁于轰炸，但是不可思议的是，圣儒略堂受损较轻，仍可修复。  
圣儒略堂毗邻国家街（rue Nationale，原名皇家街），阿纳托尔·法郎士广场（place Anatole France）和普罗斯佩·梅里美广场（square Prosper Mérimée）。 
1840年列为法国历史古迹。
其建筑风格融合了罗曼式和哥特式建筑，堂内有Max Ingrand的花窗玻璃。

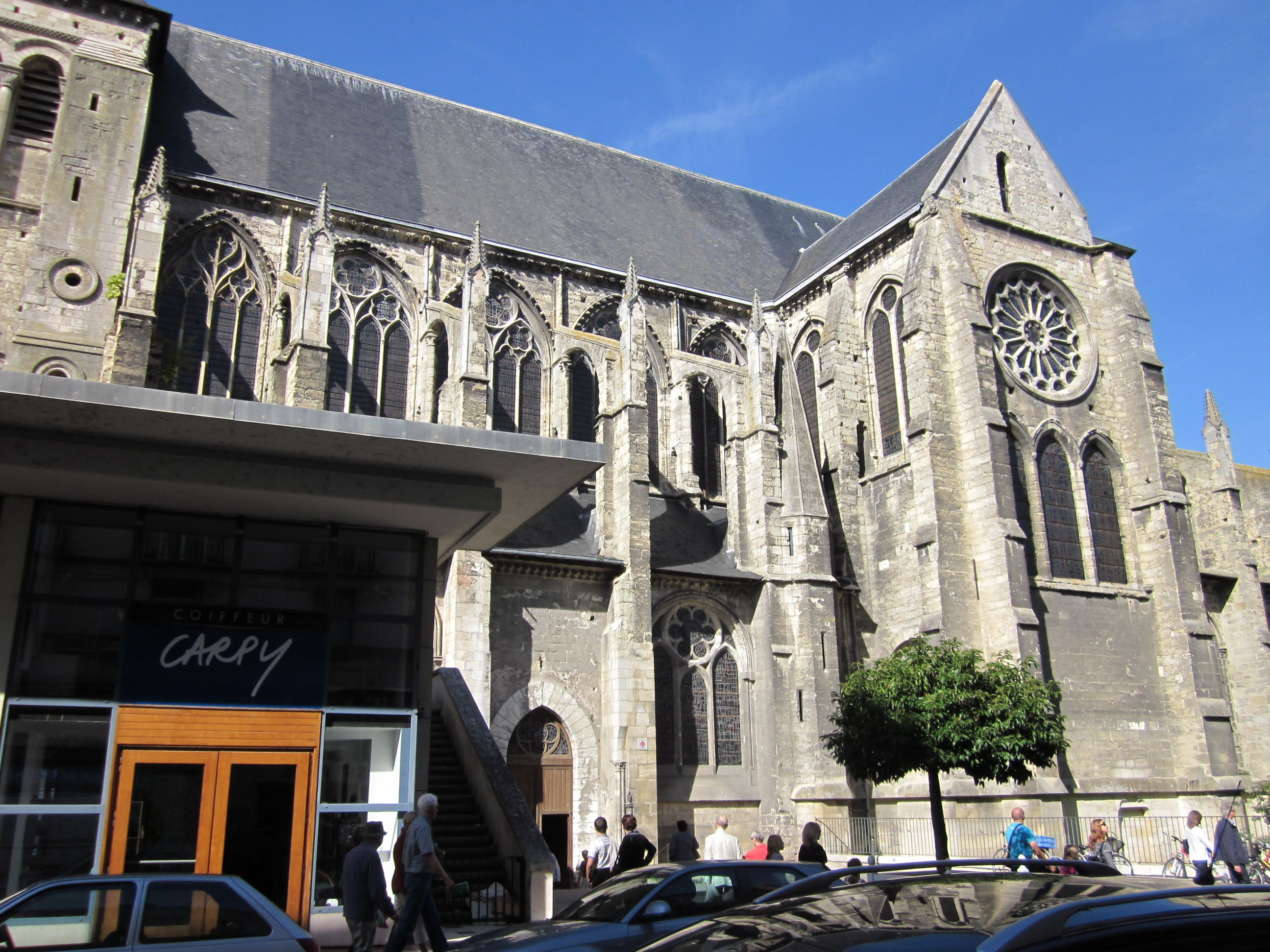
科尔伯特街立面

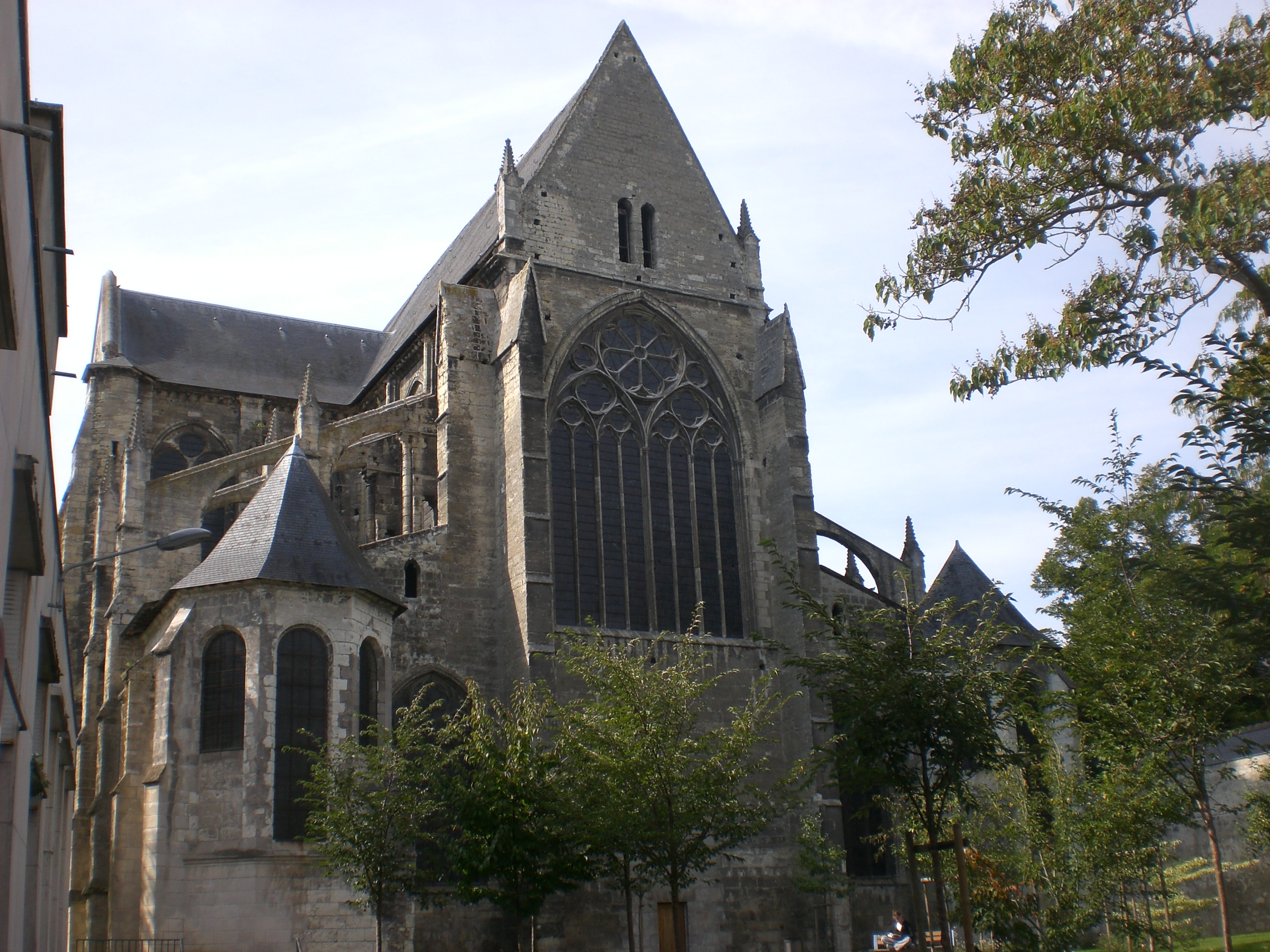
梅里美广场的立面